# جيسيكا هينز
جيسيكا هينز  (بالإنجليزية: Jessica Haines)‏) هي ممثلة من جنوب أفريقيا مواليد 1978. وهي مشهورة بفيلم Disgrace عام 2008 الذي عملت فيه جنبا إلى جنب مع جون مالكوفيتش John Malkovich. انها كثيرا ما تعمل في جوهانسبرغ. وهي متزوجة من ريتشارد أنكروم ووكر Richard Ancrum Walker ، لديهما ثلاثة أطفال. بعد العيش في شمال أفريقيا بتونس لمدة عامين، يقيمون الآن في كينيا ،حيث أنجبت أطفالها الثلاثة  

## السيرة الذاتية والعملية
ولدت جيسيكا هينز في عام 1978 في امتاتا في كيب الشرقية في جنوب أفريقيا. التحقت بمدرسة داخلية في عام 1990.
منذ صغرها أحبت المسرح وقدمت رقص الباليه الكلاسيكي والرقص المعاصر. تميزت في برامج الفنون المدرسية وشاركت كأدوار رئيسية في المسرحيات الموسيقية مثل Brigadoon ،وOklahoma وFame.
حصلت على منحة دراسية في الفنون في عام 1993 لمتابعة دراستها في Epworth وفي عام 1997.
في عام 1998 غادرت لإكمال شهادتها في جامعة كيب تاون حيث درست في البداية الأدب الإنجليزي والدراما والأنثروبولوجيا الاجتماعية.
وفي العام التالي، أجرت اختبارًا للحصول على درجة البكالوريوس في الفنون المسرحية والأداء، واجتازته في نهاية عام 2001، وبدأت حياة جيسيكا المهنية في عام 2002.

## اعمالها

### افلام
| السنة | الفيلم             | الدور         | ملاحظات                                                |
| ----- | ------------------ | ------------- | ------------------------------------------------------ |
| 2005  | Home Affairs]]     | Katherine     |                                                        |
| 2008  | Disgrace           | Lucy          |                                                        |
| 2009  | The Prisoner]]     | #554          |                                                        |
| 2009  | White Wedding      | Daisy         | directed by Jann Turner                                |
| 2010  | The Lost Future    | Nina          | (BBC film for television)                              |
| 2010  | The Bang Bang Club | Allie         | (film directed by Steven Silver)                       |
| 2011  | Outcasts]]         | Karina Hoban  | (miniseries directed by Baraht Naruli for Kudos Films) |
| 2012  | Fynbos             | Meryl         | Directed by Harry Patramanis                           |
| 2015  | Cape Town          | Hanna Nortier | Directed by Peter Ladkani                              |

### مسرح
- 2000 Bathezda Moon (Helen Martin) directed by Lara Bye
- 2001 PAX- (Domesticated woman) Directed by Jaquie Singer
- 2001 Blood Wedding Directed by Gefforey Hyland
- 2002 Worked for The Cape Youth Theatre Company
- 2003 Macbeth Lady Macbeth directed by Litsy Katzs for the On Que Theatre Company
- 2004 Worked for the On Que Theatre Company.
- 2007 Wolka Lead, written by Harry Kalmer and directed by Henriette Gryfenberg

## وصلات خارجية
- جيسيكا هينز على موقع IMDb (الإنجليزية)
- جيسيكا هينز على موقع قاعدة بيانات الأفلام العربية
- جيسيكا هينز على موقع ألو سيني (الفرنسية)
- جيسيكا هينز على موقع أول موفي (الإنجليزية)
- جيسيكا هينز على موقع قاعدة بيانات الفيلم (الإنجليزية)
- جيسيكا هينز على موقع كينوبويسك (الروسية)